# Dominic Sonic
 (avril 2020).
Si vous disposez d'ouvrages ou d'articles de référence ou si vous connaissez des sites web de qualité traitant du thème abordé ici, merci de compléter l'article en donnant les références utiles à sa vérifiabilité et en les liant à la section « Notes et références ».
Dominique Garreau, dit Dominic Sonic, est un musicien de rock français, né le 11 novembre 1964 à Dinan et mort le 23 juillet 2020 à Pantin à 55 ans. Il a sorti six albums entre 1987 et 2015.

## Biographie
Il naît  le 11 novembre 1964 à Dinan. Il est le fils de Michel Garreau et d'Odile Rouault.
À la sortie du lycée, il intègre à 16 ans le groupe punk de Lamballe Kalashnikov pour six ans de concerts de plus en plus violents. Le groupe sort un mini-album en 1984 chez Madrigal et aura donné plus de 300 concerts.
En 1987, il réalise la maquette de son premier album solo Cold Tears qui sortira en 1989 sur le label belge Crammed Discs (vendu à plus de 40 000 exemplaires en Europe). 
Sortie d'un mini-album intitulé A s'y méprendre chez Crammed Discs.
Philippe Constantin (directeur du label Barclay) signe Dominic Sonic par rachat de son contrat à Crammed Discs.
Il enregistre le deuxième album en 1991 (sans titre) pour Barclay.
Il se retrouve enfermé six mois dans une chambre d'hôpital (à la suite d'un accident lors d'une tournée hongroise) en 1993 où il va pouvoir reprendre la plume. Ce qui aboutira à l'album Les Leurres sorti en 1994 chez Barclay.
Il quitte Barclay fin 1996 puis sort Essais 94-96 sous son propre label, distribué par Musidisc avant que ce dernier ne soit racheté par Universal.
Il participe aux Transmusicales de Rennes en 2002 en tant qu’invité surprise des Stooges, puis quelques festivals en 2003 et 2004 dont les Vieilles charrues, les Francofolies, les Transmusicales.
Le 15 octobre 2007, il sort Phalanstère # 7 le 5e album sur Cold tears records/ Village Vert/ Wagram.
En janvier 2008 il se produit au côté de Jackie Berroyer à Nantes dans la pièce de théâtre La loi des pauvres gens, du nom de l'une de ses chansons.
En 2009, Dominic retrouve Vincent Sizorn (guitariste) pour une tournée Cold tears pour les 20 ans de l'album.
Entre 2010 et 2014, Dominic Sonic joue avec la re-formation des Nus, fonde AK47 Blues Rendez-vous, réalise l'album de The Octopus.
Dominic Sonic travailla aussi à la réalisation d'un futur album d'Olivier Delacroix (ancien chanteur de Black Maria et présentateur de la série documentaire Dans les yeux d'Olivier). 
Au printemps 2015 sortit son ultime album Vanités #6.
Dominic Sonic meurt le 23 juillet 2020 des suites d'un cancer, à Pantin, à l'âge de 55 ans.

## Discographie

### Albums
- Cold Tears (Crammed Discs 1989)
- Dominic Sonic (Barclay 1991)
- Les Leurres (Barclay 1994)
- Essais 94/96 (Cold Tears Records / Musidisc 1997)
- Phalanstère #7 (Le Village Vert / Cold tears records, 2007)
- Vanités #6 (HYP / PIAS 2015)

### Singles & EPs
- compilation anglaise "Lie to me" (Umbrella 1987)
- single When my tears run cold / La loi des pauvres gens (Crammed discs 1989)
- single A s’y méprendre / What I’m waiting for (Crammed discs 1990)
- mini LP 4 titres A s’y méprendre (new version)/ Shadows in the fire (live)/ No Fun (live)/ Praying to the lord (live) (Crammed discs 1990)
- single He used to be/ Hey hey my my (Barclay 1991 hors-commerce)
- mini LP 4 titres Ils dorment encore (Barclay 1994 hors-commerce)
- single Il est encore temps (Barclay 1994)
- 3 titres Inédits : Je crois Antoine / Stick your love with blood / Hey, little mother (Barclay 1994 hors-commerce offert avec l’album pendant la tournée)
- Participation aux tributes de Cure et de Johnny Thunders
- avec le groupe Kalashnikov : mini LP 4 titres : A train song / Too late / Back in the USSR / Listen to what I say (Madrigal 1985)